# Hochwasser in Mitteleuropa 1501
Im Sommer 1501, zur Regierungszeit König Maximilians, wurde durch lange Regenfälle erst an norddeutschen Flüssen, dann wiederholt im Alpenraum ein historisches Hochwasser verursacht. In mehreren Ländern Mitteleuropas gab es schwere Überflutungen. An der oberen Donau, wo es als Himmelfahrtsgieß bekannt ist, weil es um Maria Himmelfahrt (15. August) stattfand, war es eines der schwersten Flutereignisse des 2. Jahrtausends, aber auch an Elbe und Oder ein Ausnahmehochwasser.

## Meteorologie
Schon der Juli des Jahres 1501 wird wohl sehr verregnet gewesen sein. Zeitgenössische Chroniken vermerken mehrfach Ausuferungen der Isar, des Inn, der Salzach, der Elbe und der Oder.
Diese Verteilung spricht für mehrere Vb-Lagen, also nordostwärts über Osteuropa ziehende Mittelmeertiefs, die von Süden, Osten bis Norden feuchte Luftmassen an den Alpennord- und -ostrand wie auch den Erzgebirge–Sudeten–Karpaten-Bogen führen, was regelmäßig schwere Überflutungen in Zentraleuropa und sodann an den mitteleuropäischen Flüssen und Strömen zur Folge hat.
Insgesamt soll es ab Vorabend des Mariähimmelfahrtstages 10 Tage ununterbrochen geregnet haben.
Die Niederschlagsmengen könnten – vergleichbar den Ereignissen etwa von Juli 1954, August 2002 und Mai/Juni 2013 – am Alpennordrand 400 mm in etwa 4–5 Tagen betragen haben.
Da die Pegelstände des Magdalenenhochwasser Sommer 1342 durchwegs nicht überliefert sind (Hochwasserstandsmarkierungen kamen im Donauraum erst nach dem Hochwasser von 1501 auf), kann schwer gesagt werden, wie sich die beiden Ereignisse zueinander verhalten – 1342 dürfte alleine wegen des größeren Umfangs das verheerendere gewesen sein. An der Donau sollen dabei 6.000 Menschen ums Leben gekommen sein. Zahlreiche Opfer hatten auch die beiden Donauhochwasser Juni und August 1210 gefordert.
An der Donau wird das Ereignis zeitgenössisch ausdrücklich als „seit Menschengedenken/hundertjährlich“ genannt, fällt aber insgesamt in eine Phase, in der zahlreiche Hochwasser auftraten. Aus Wels an der Traun sind eine Serie schwerer Fluten November 1489, Mai 1492, Mai und Juni 1497, noch schwerer Juni 1499, 1501, September 1503, August 1508 und dann wieder August 1520 bekannt. Ein weiterer solcher Ereigniscluster findet sich etwa 1570–1600. Diese instabilen klimatischen Verhältnisse stehen wohl in Zusammenhang mit der Klimaabkühlung des ausgehenden Mittelalterlichen Optimums und der beginnenden Kleinen Eiszeit, der Kaltphase, welche bis Mitte des 19. Jahrhunderts andauerte.

## Ereignisse
Massiv betroffen waren Nordalpen und Einzugsgebiet der oberen Donau in Bayern und Österreich, Böhmen und Mitteldeutschland.

### Elbhochwasser Juli/August 1501
Im Gebiet der Elbe dürfte das Hochwasser eines der schwersten Sommerereignisse der Geschichte gewesen sein. Vom 25. bis 29. Juli 1501 erlebte Halle eine Saale-Überschwemmung. An der Dresdner Elbbrücke erreichte der Pegelstand am 16. August bei einem rekonstruierten Abfluss von 5000 m³/s mit 857 cm den fünfthöchsten je gemessenen Stand (2002: 940 cm, 1845: 877 cm, 2013: 876 cm, 1784 ebenfalls 857 cm). Hier konnte „man sich von der Brücke aus die Hände waschen.“ Hochwassermarken der Elbe, die über dem Pegelstand März 1784, aber unter März 1845 liegen, gibt es am Stadt- und Kreismuseum in Meißen sowie auf der Hochwassersäule im Dresdner Stadtteil Kaditz, die den Höchststand für den 18. August 1501 ausweist. In Pirna stieg das Wasser bis in die Höhe der Kanzel der Klosterkirche.

### Donauhochwasser August 1501
Heftige und großflächige Regenfälle der zweiten Augustwoche 1501 in nördlichen Ostalpenraum und Alpenvorlandes im Einzugsgebiet der Donau, besonders an Inn, Salzach, Traun und Enns, führten zu einem der größten Fluss-Hochwasser der überlieferten Geschichte Mitteleuropas.
Pfarrer Lorenz Mittenauer aus Wels berichtet:

„Im Jahr 1501 von der jungfräulichen Geburt ereignete sich um das Fest Maria Himmelfahrt eine derart große Überschwemmung, wie sie es in der Erinnerung der Menschen nie gegeben hatte. Die Häuser, die in der Ebene [Anm: auf Flussniveau] lagen, trug sie fort, ganze Dörfer riss sie hinweg, die Brücken über die großen Flüsse zerstörte sie, Menschen und Vieh ließ sie ertrinken, die Mauern der Städte und kleine Hügel am Land bedeckte sie durch ihre Größe. Sie betraf nicht nur eine kleine Region, sondern nach den Berichten der Menschen zahlreiche Länder. Gleichsam als eine Gottesplage machte sie Wein- und Obstgärten sowie praktisch alle Früchte auf den Bäumen und auf den Feldern, die sie ergriff, wertlos und zerstörte sie.“

Und die Melker Annalen wissen zu berichten:

„Hier und in Teilen von Böhmen gingen ein großer Teil der Menschen bei Nacht in den [durch die Flut] entstandenen Morästen zugrunde, und die Menschen wurden, nach Habakuks Weissagung, zu Meeresfischen.“

Inwiefern sich das auf Todesopfer der „schröcklichen Wassergüß“ bezieht, bleibt unklar. Zum einen werden in Chroniken kaum explizite Unglücksfälle genannt, zum anderen finden sich aber in anderweitigen Quellen vermehrt Erwähnungen von Anwesen, die „das des … gewesen waren“ – ob sich das auf Abwanderung oder explizite Flutopfer bezieht, bleibt dahingestellt. Auch verlorene und neue Grundstücke durch Flusslaufänderungen werden vielfältig erwähnt.
An den Oberläufen der Alpenflüsse dürfte es zu schwersten Vermurungen gekommen sein, so ist bekannt, dass der Salzburgische Oberpinzgau „mit großen Wasser- und Schlammmassen überzogen“ war. Auch das Salzburger Becken an der unteren Salzach dürfte schwer in Mitleidenschaft gezogen worden sein, in Folge errichtete Erzbischof Leonhard einen ersten Damm von Hallein bis Tittmoning.
Die Stadtchronik von Augsburg vermeldet vom 10. bis 14. August 1501 heftige Dauerregen und Überflutungen von Lech und Wertach.
Schon in Regensburg war die Donau „außerordentlich hoch“.

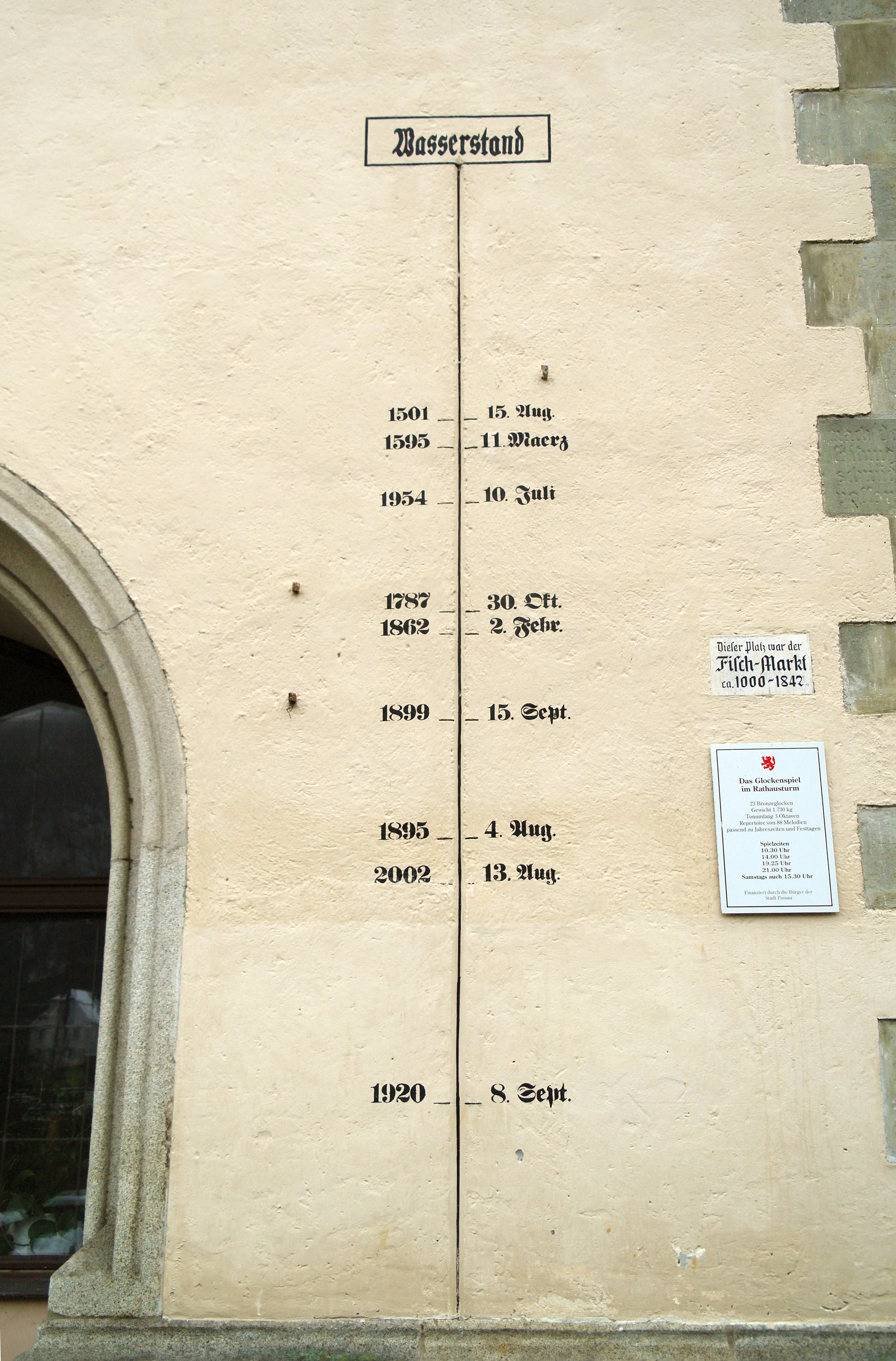
Markierungen der historischen Pegel-Höchststände inklusive der fehlerhaften Markierung für 1501 und noch ohne Markierung für 2013 am Rathausturm in Passau; 1501 ist inzwischen richtiggestellt und 2013 nachgetragen

Das Ereignis bescherte Passau, am Zusammenfluss von Inn und Donau, eines der größten Hochwasser seiner Geschichte. Am 15. August 1501, also Mariä Himmelfahrt, erreichte der Flutscheitel die Stadt, die Altstadt stand bis auf den Dom St. Stephan komplett unter Wasser. Bis in den Bereich Neumarkt und Heilig-Geist-Spital musste mit Booten gefahren werden. Die Stadt war zehn Tage lang eine Insel.
Ein späterer Chronist beschrieb die Folgen:

„Unter allen Überschwemmungen zu Passau war aber die vom Jahre 1501 unter Bischof Wiligens Fröschl von Marzoll bei weitem die schrecklichste. Mehrere noch an verschiedenen Stellen der Stadt, z. B. am allgemeinen Krankenhause, am Koller’schen Brauhause, am Waisenhausgarten, am Ortthore, am Hause Nr. 65 im Ort, befindliche Tafeln geben davon Kunde. Am letzteren Hause befindet sich eine Marmortafel mit folgender Inschrift: ‚anno 1501 assumptionis marie ist die wasserguess gangen an mittel des chraitz.‘ Donau und Inn schwollen zu gleicher Zeit zu einer so außerordentlichen Höhe an, daß sie beim heil. Geistspitale zusammenfloßen, und im ganzen Neumarkte die Communikation nur durch Kähne unterhalten werden konnte. Die ganze Stadt bildete eine Insel und war vom festen Lande gänzlich abgeschnitten. […] Die Überschwemmung dauerte 10 Tage und stieg nach damaliger Berechnung auf 14 Ellen und 1 Fuß über den gewöhnlichen Wasserstand. Den alten Chronisten nach war das angerichtete Unheil furchtbar, Häuser wurden untergraben und stürzten ein, Bäume und Geräte trieben auf den entfesselten Wassern.“

Für das Hochwasser wird nach neueren Erkenntnissen ein rekonstruierter Wasserstand von 13,2 Metern angegeben.
Dieser wurde möglicherweise bei dem nicht überlieferten Stand des noch höheren Magdalenenhochwasser vom 22. Juli 1342 übertroffen. Am 2. Juni 2013 (12,88 m Pegel Passau/Donau, der Pegel Ilzstadt war ausgefallen) wurde dieser Wert mit 12,98 m nur knapp nicht erreicht.
Die Markierung am Rathausturm für 1501 (was etwa 12,00 m des 1972 abgegangenen Pegels Maxbrücke entsprach) liegt einige Zentimeter über März 1595 und 20 cm über Juli 1954 (ca. 12,2 m zu den anderen Pegeln).
Allerdings wurde diese Markierung erst nach Errichtung des Rathausturms Ende des 19. Jahrhunderts nachträglich angebracht und ist nach neueren Erkenntnissen fehlerhaft. Mit der Anbringung der Hochwassermarke für den 3. Juni 2013 wurde dieser Fehler korrigiert; die Marke für den 15. August 1501 ist entsprechend nach oben versetzt worden.
1954 erreichte die Donau 11,70 m, der Inn 10,10 m. Beim größten Inn-Hochwasser in Passau (August 1598) wurden dort 12,25 m gemessen.
Der Abfluss 1501 wird für Passau auf etwa 7500 m³ pro Sekunde geschätzt.
Eine Hochwasserinschrift gibt es auch in Mittich an der Mündung der Rott in den Inn („was das nit an grose / slag an vnser frauen tag / als in himel baid enpfanen / ist die güss daher gangen / als man zalt 1501 jar / mügt ir glauben für bar“).
In Engelhartszell, einige Kilometer flussabwärts im Oberösterreichischen Donautal, lag der Stand 2 Meter höher als 1954 und 2002, in Linz um 1 Meter.
In Engelhartszell wurden beispielsweise beim Anfang des 16. Jahrhunderts errichteten neuen Mauthaus tunlichst die Unterkanten der Fenster über dem Pegelstand von 1501 gehalten.

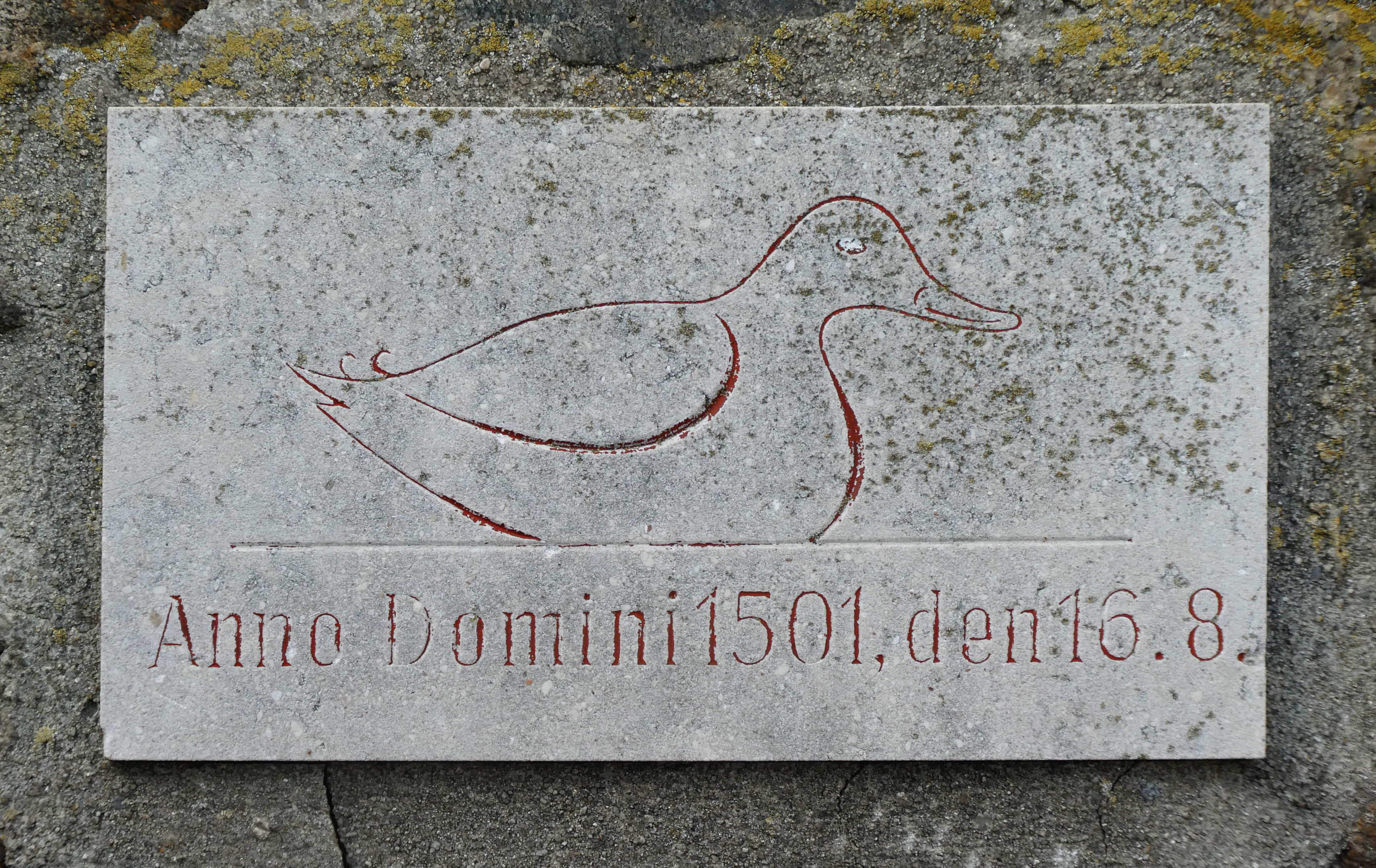
Hochwassermarke an der Urfahrer Josefskirche.

In Linz erinnern eine Marmortafel am Heinrich-Gleißner-Haus an der oberen Donaulände (heute nicht mehr in Originalhöhe, „Hiermit disen stain beczaichene stat / wie hoch die Dunaw geraichet hat / Das ist beschehen im Monet Augusti / bey Regirung Römischen Künig Maximiliani / Da von Cristi gepurde erganngen war / Tawsennt Funfhundert und ain Jar“) und eine an der Urfahrer Josefskirche, der früheren Stadtpfarrkirche Urfahr, an die Katastrophe, eine weitere, vom Wassertor, findet sich im Landesmuseum.
Bei Enns wurde die gerade in Bau befindliche Mauthausner Donaubrücke abgeräumt.
Sie konnte – nach den weiteren Hochwassern insbesondere 1503 und wegen des folgenden Mangels an Wasserbauholz – erst 1505 fertiggestellt werden.
Aus Melk ist überliefert, dass „die Wasserflut in der Marktkirche zur heiligen Jungfrau […] eine Elle hoch über dem Altar stand und die Bänke und Grabhügel umstieß“ und „Häuser von Grund aus umstürzte, zwei trug sie […] mit der Bewohnerschaft nach Osten davon“ (Melker Annalen; seinerzeit wohl noch Holzhäuser).
Auch in Wien (bei Nußdorf) flutete die Donau zwei Meter höher als 1954 und 2002.
Vergleichbare Höhen am Pegel Reichsbrücke wären etwa 10–10,3 m (1899, 1954 und 2002 jeweils knapp über 8,6 m, 2013 ca. 8,8 m).
Sonst scheint das Hochwasser, Verlauf wie Folgen, aber in zeitgenössischen Quellen in Österreich unterhalb von Melk kaum mehr auf, vielleicht, weil hier keine größere Siedlungen an der Donau lagen, selbst Wien lag seinerzeit ein gutes Stück ab vom Fluss. Linz, Krems/Mautern und Wien waren die einzigen Donaubrücken des habsburgischen Herzogtums. Das Königreich Ungarn war zu jener Zeit Jagiellonisch und Front gegen die Osmanen, was später zur Schlacht bei Mohács (1526) führte.
Eine Schätzung des Hydrographischen Zentralbüros Wien ermittelte in den 1930ern für das Ereignis maximale Durchflussmengen von 15.000 m³/s in Linz, 14.800 m³/s in Krems/Stein und 14.000 m³/s in Wien (Linz 1899: 10.500 m³/; Wien 1899, 1954, 1991, 2002 jeweils um 10.000 m³/s, 2013 11.000 m³/s; normal Mittelwasserdurchfluss Wien 1.700 m³/s). Nach diesen Berechnungen ist die Wiener Donauregulierung (Neue Donau/Donauinsel) ausgelegt.